# Symeon z Hadet
Symeon z Hadet - duchowny katolicki kościoła maronickiego, w latach 1492–1524 47. patriarcha tego kościoła - "maronicki patriarcha Antiochii i całego Wschodu".